# Bomberman II
Bomberman II (ボンバーマンII Bonbāman Tsū?) är ett NES-spel från 1991, utvecklat och utgivet av Hudson Soft. I Europa hette det Dynablaster. Spelet ingår i den så kallade Bombermanserien.

## Handling
White Bomberman (Bomberman Shiro) sätts i fängelse för ett rån utfört Black Bomberman (Bomberman Kuro). White Bomberman blir vittne, men knockas av Black Bomberman som springer med pengarna. White Bomberman hamnar i fängelse och måste använda bomberna för att ta sig ut.

### Fotnoter
1. 1 2  ”Dynablaster”. NES DB. 19 mars 1991. Arkiverad från originalet den 11 mars 2015. https://web.archive.org/web/20150311183326/http://www.nesdb.se/game_more.php?id=197&rid=1. Läst 9 maj 2015.
2. ↑  ”Bomberman II” (på engelska). Mobygames. 19 mars 1991. http://www.mobygames.com/game/bomberman-ii. Läst 9 maj 2015.